# ستردی ایونینگ پست
ستردی ایونینگ پُست (به انگلیسی: Saturday Evening Post) یا مجلهٔ شنبه شب یک دو ماهنامهٔ آمریکایی است. مجله هفتگی تحت این عنوان از سال ۱۸۹۷ تا سال ۱۹۶۳ و پس از آن هفته‌ای دو بار تا ۱۹۶۹ منتشر می‌شد. از دههٔ ۱۹۲۰ تا دههٔ ۱۹۶۰ آن را یکی از مهم‌ترین مجلات می‌شناختند و به‌طور گسترده‌ای توزیع می‌شد و از مجلات با نفوذ آمریکایی در بین طبقه متوسط بود. در آن کارتون‌های داستانی و غیر داستانی بسیاری بود. خوانندگان آن در دههٔ ۱۹۶۰ کاهش یافتند.